# 로망스어군의 언어 목록

## 남부 로망스어군
- 사르데냐어
  - 사르도갈루라어
  - 사르도로구도로어
  - 사르도사사리어
  - 사르도캄피다노어

## 동부 로망스어군
- 다키아루마니아어
  - 루마니아어
  - 몰도바어
- 아로마니아어
- 메글렌루마니아어
- 이스트리아루마니아어